# 선밀나물
선밀나물은 청미래덩굴과의 덩굴성 여러해살이풀이다.

## 분포
한국·중국·타이완·일본 등 아시아 온대 지역에 분포하며 산야에서 흔히 자란다.

## 생태
키는 1~2미터에 이른다. 덩굴져 자라는 밀나물과 달리 곧게 서서 자라다가 덩굴손이 나와 다른 물체를 감는다. 잎은 어긋나고 길이 5~15센티미터, 너비 2~7센티미터쯤 되며 넓은 타원형 또는 달걀꼴 타원형이며 끝이 뾰족하고 가장자리가 밋밋하다. 잎 모양은 변화가 심하다. 잎맥 위에 털이 있으며 아래 달린 턱잎이 덩굴손이다. 꽃은 암수딴그루로 오뉴월에 피고 황록색이며 잎겨드랑이에서 나온 산형꽃차례에 달린다. 수꽃의 꽃덮개는 옆으로 퍼지며 잎겨랑이에 여러 개가 달리고 길이 4밀리미터 정도이며 거꾸로 된 피침 모양이다. 암꽃은 꽃덮개 조각이 뒤로 젖혀지며 길이 2.5~3밀리미터이다. 열매는 장과로서 까맣게 익고 흰 가루로 덮여 있으며 지름 6~10밀리미터이다.

## 사진

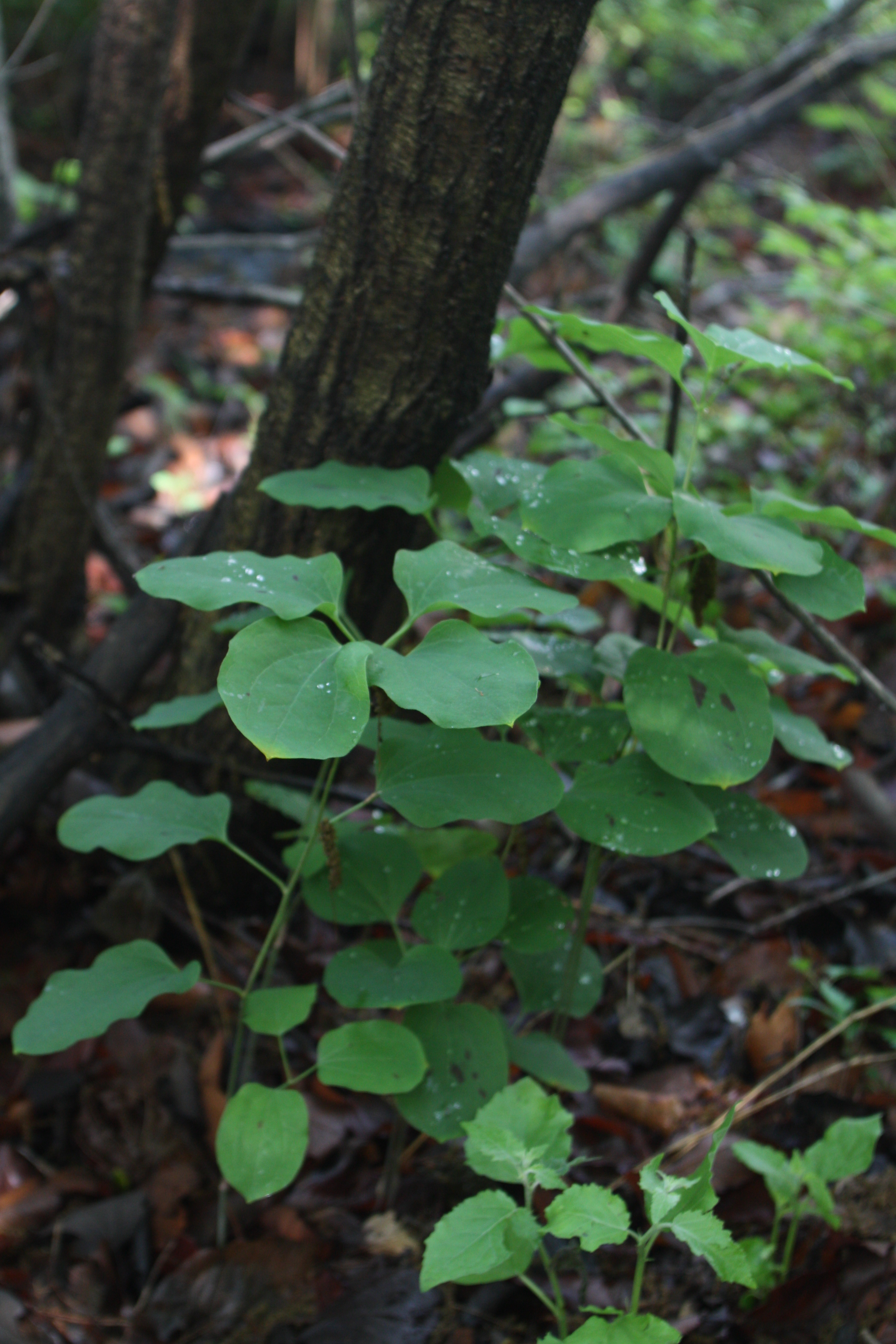
2009년 5월, 부평 만월산
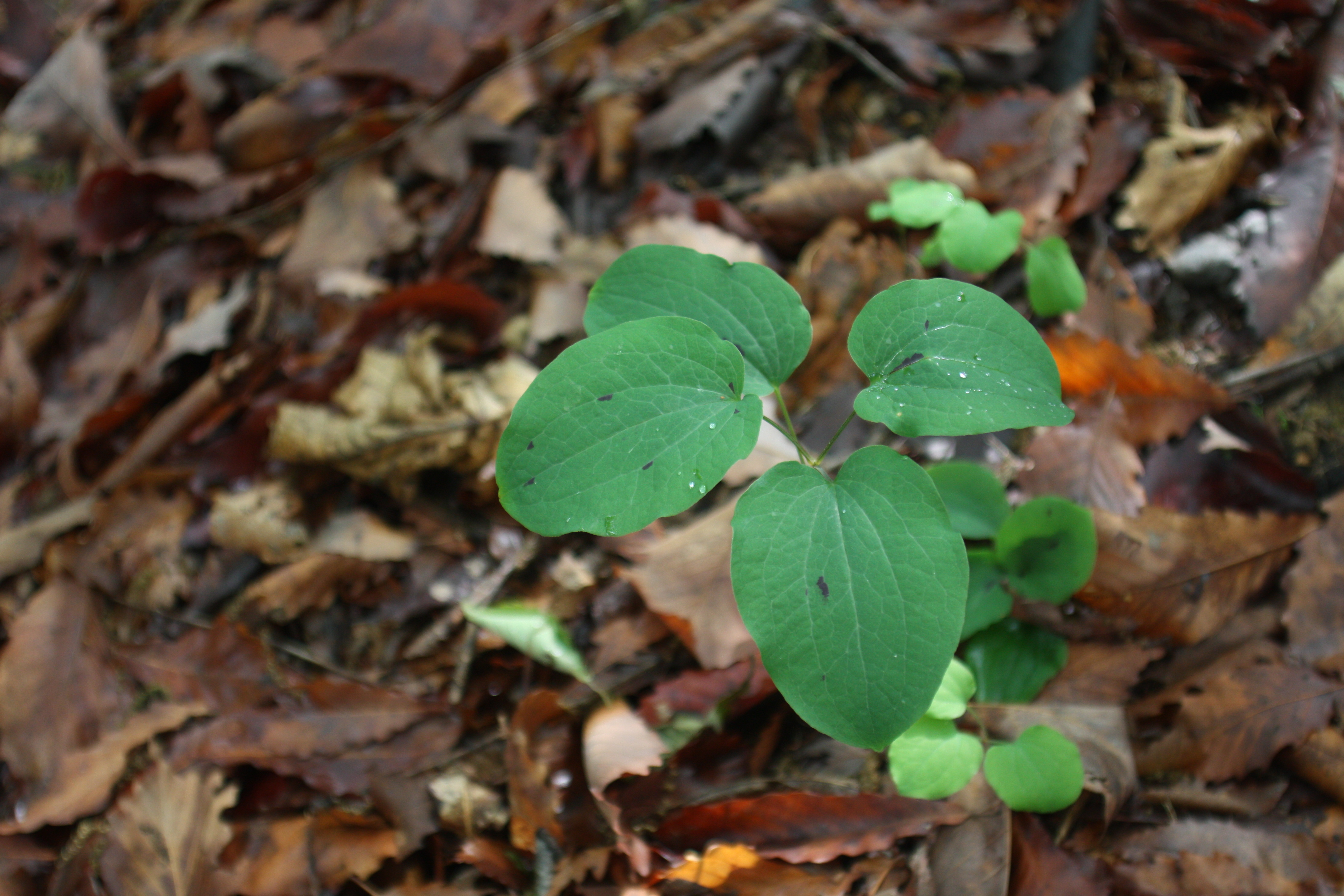
잎
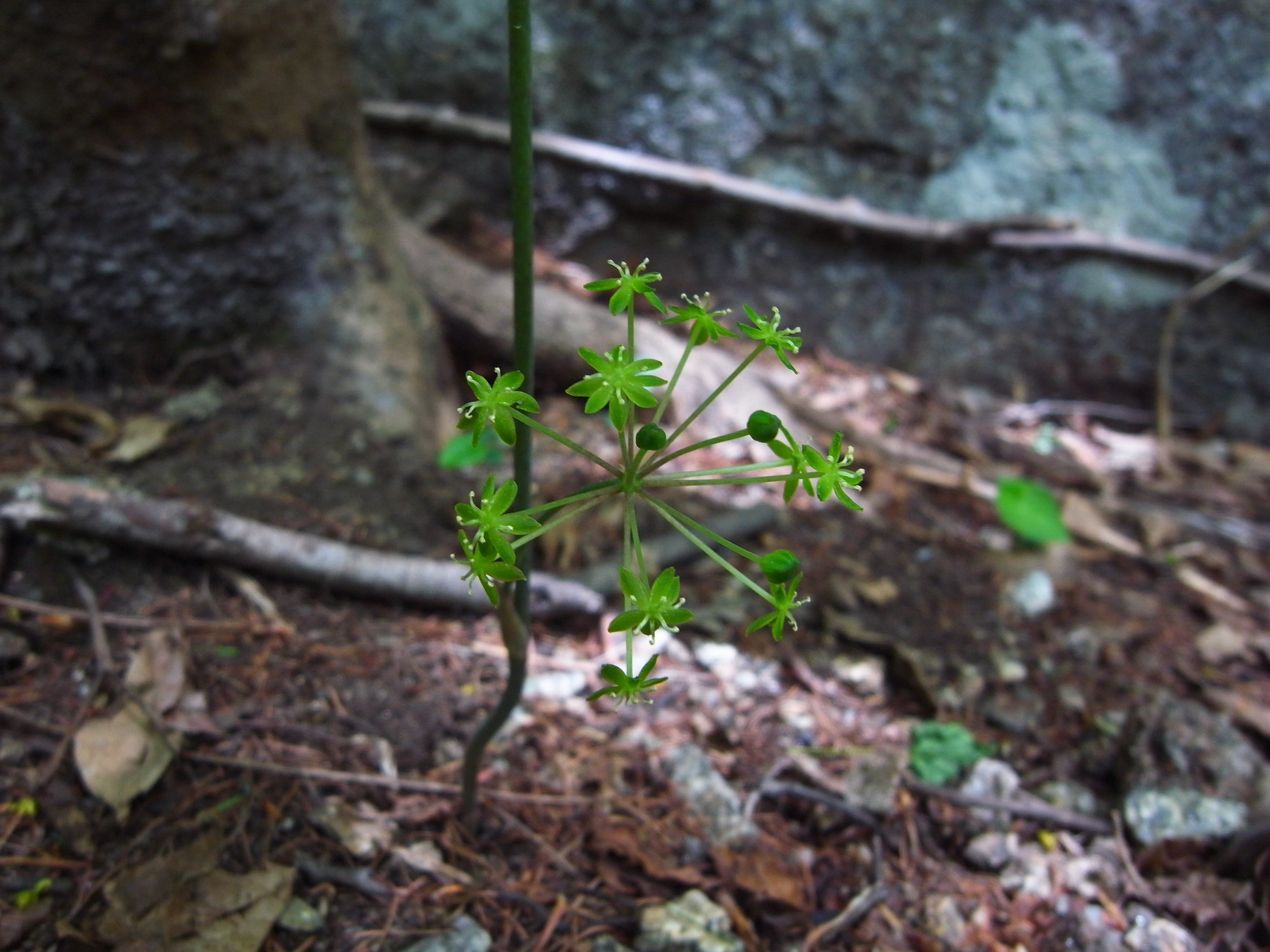
수꽃